# Герб Кодими
Герб Кодими — геральдичний символ міста Кодима Одеської області (Україна). 
Герб затверджений у квітні 2008 року. Автор — художник, скульптор, педагог Віктор Іванович Локтіонов. 

## Опис
Герб є символом міста Кодима, який втілює її географічне розташування, природні особливості, історичні традиції, вказує на його адміністративний статус.
Річка — від назви якої походить назва міста Кодима.
Сонце — асоціюється з символом Поділля, оскільки населений пункт входив давніше до складу Подільської губернії та звідти прибули нові поселенці.
Орнамент української народної вишивки  символізує стійкість кращих традицій народу.
Жінка — символізує, як домашню берегиню, працівницю
Вінок — додатково підкреслює щедрість земель Лісостепового регіону.
Колосся пшениці — які ілюструють злагоду, єднання, творчу діяльність територіальної громади міста.
Калина — один із давніх символів України.